# Hindu–arab számírás
Hindu–arab számírás alatt a számoknak arab számjegyekkel (további elnevezéseik még a hindu–arab számjegyek, indiai számjegyek, hindu számjegyek, nyugat-arab számjegyek, európai számjegyek vagy nyugati számjegyek) történő leírását értjük. Manapság világszerte ez a számok legelterjedtebb reprezentációja. A matematika fejlődésében fontos mérföldkőnek számítanak. Jellegzetessége a helyi érték alapú, általában decimális rendszer a következő számjegyekkel: 0, 1, 2, 3, 4, 5, 6, 7, 8, 9.
Történetileg a hétköznapi életben használt tízes számrendszerhez fejlesztették ki, de más számrendszerekben is alkalmazható. Ha a számrendszer alapja tíznél nagyobb (a számítástechnika világában a tizenhatos számrendszer terjedt el ténylegesen), további jelek bevezetésére van szükség, melyek jellemzően a latin ábécé nagybetűi; tíznél kisebb alap esetén a feleslegeseket elhagyjuk (például hatos számrendszer esetén a 6, a 7, a 8 és a 9 a felesleges).

## Története
A számjegyek Indiában jelentek meg i. e. 400 és i. sz. 400 között, ahonnan a 9. századra eljutottak Nyugat-Ázsiába, végül pedig a 10. századra Európát is elérték. Itt az arab számok elnevezést kapták, mivel az arab matematikusok és csillagászok munkássága révén váltak ismertté. Maga az arab nyelv a keleti arab számjegyeket „indiai számjegyeknek” (arqam hindiyyah – أرقام هندية) nevezi és eltérő jelöléseket használ.

A hindu–arab számrendszer 1-től 9-ig terjedő szimbólumai a bráhmí számjegyekből alakultak ki. I. e. 300 tájékáról származó buddhista szövegben találjuk az első, később 1, 2, 4 és 6 számjegyként alkalmazott szimbólumokat. Egy századdal később a 7 és 9 használata is megjelent. Később a 3, az 5 és a 8 is használatba lett véve. 
.

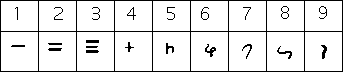
Bráhmí számjegyek Indiában az 1. században

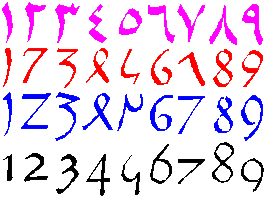
A nyugati arab számjegyek írásmódjának evolúciója

Az első 0 számjegyet tartalmazó, általánosan elfogadott írásos emlékek az indiai Gválijar város melletti Visnu templom kőfeliratai (i. sz. 875 és 876), melyeken a 270 és 50 számok nulla számjegye a mai nullához igen hasonló formájú. Az i. sz. 9. századra a nulla jel használata elterjedt Perzsiában, melyet Muhammad ibn Músza l-Hvárizmi részletesen bemutat indiai számokról szóló leírásában. A mű ugyanazt a jelölést használja a nulla számjegyre, mint a 6–10. századból származó, vitatott hitelességű, réztáblára vésett indiai iratok.
Az indiai számolási rendszer Közel-Keleten való elterjedésében két matematikusnak volt meghatározó szerepe: a perzsa al-Hvárizminek, aki i. sz. 825 körül könyvet írt a Számítás hindu számokkal címmel, és az arab Al-Kindinek, aki nagyjából i. sz. 830-ban négy kötetet szentelt a témának Az indiai számok használatáról címmel. Abu'l-Hasan al-Uqlidisi szíriai matematikus 952–953-as tanulmányából kitűnik, hogy a 10. századra a közel-keleti matematikusok kiterjesztették a decimális számrendszert törtekkel.
Az arab világban – egészen a modern időkig – az arab számrendszert kizárólag matematikusok alkalmazták. A muszlim tudósok a babilóniai számrendszert, míg a kereskedők az abdzsad számokat használták. Éppen ezért Fibonacciig az arab számrendszert csak egy szűk réteg használta.
| European (descended from the West Arabic) | 0 | 1 | 2 | 3 | 4 | 5 | 6 | 7 | 8 | 9 |
| Arabic-Indic                              | ٠ | ١ | ٢ | ٣ | ٤ | ٥ | ٦ | ٧ | ٨ | ٩ |
| Eastern Arabic-Indic (Persian and Urdu)   | ۰ | ۱ | ۲ | ۳ | ۴ | ۵ | ۶ | ۷ | ۸ | ۹ |
| Devanagari (Hindi)                        | ० | १ | २ | ३ | ४ | ५ | ६ | ७ | ८ | ९ |
| Tamil                                     |   | ௧ | ௨ | ௩ | ௪ | ௫ | ௬ | ௭ | ௮ | ௯ |

A számírás jellegzetes „nyugati arab” változata a 10. században jelent meg Magreb és al-Andalúsz területein. Ezeket ghubar („homoktábla” vagy „portábla”) számoknak hívták.
A nyugati civilizációban a számjegyek első említésére a 976-os Codex Vigilanusban kerül sor. 980-tól Gerbert d'Aurillac (a későbbi II. Szilveszter pápa) elkezdte terjeszteni őket Európában. Fiatalkorában Barcelonában tanult, és tudjuk, hogy miután visszatért Franciaországba, asztrolábiummal kapcsolatos tanulmányokat kért Barcelonai Lupitustól. Ezt megelőzően Európa-szerte a római számokat használták.

## Az arab számjegyek Magyarországon
Magyarországon a 15. század közepén kezdték használni az arab számjegyeket. Első ismert megjelenésük 1456-ban V. László pecsétjén található.